# Starwatch Music
Starwatch Music is een Duits platenlabel, in de lente van 2005 opgericht door de ProSiebenSat.1 Media-groep (MM Merchandising Media in samenwerking met Warner Music Germany). In 2007 was het Duitslands op een na grootste binnenlandse label. Van alle labels had het toen de grootste groei. Het label is gevestigd in Unterföhring.
Bij het label is muziek uitgekomen van onder meer Exit Eden, Monrose, Lena Meyer-Landrut, Marit Larsen, Stanfour, Medina, Jamie Cullum, A-ha, Nena, Falco, Scorpions, Joe Cocker, Roger Cicero, Kim Wilde, Chris de Burgh, Udo Lindenberg, Room2012 en Queensberry.